# Cayaponia weddellii
Cayaponia weddellii là một loài thực vật có hoa trong họ Cucurbitaceae. Loài này được (Naudin) Cogn. mô tả khoa học đầu tiên năm 1881.